# Den nervöse mannen
Den nervöse mannen är en svensk TV-film från 1986 i regi av Allan Edwall. Filmen bygger på berättelsen Ett mord i solen av Sven Sörmark (1971) och i rollerna ses bland andra Stefan Ekman, Claire Wikholm och Anna Godenius.

## Handling
Sigvard har dålig ekonomi och ett äktenskap på dekis. Han råkar av en slump komma över en större summa pengar och dessa pengar ser Sigvard som en utväg ur sin trista vardag. Han ser en möjlighet att äntligen kunna göra sig fri och gifta sig med sin älskarinna, men förvecklingar uppstår då andra personer har fått korn på Sigvards rikedomar.

## Rollista
- Stefan Ekman – Sigvard Jansson
- Claire Wikholm – Inez, hans hustru
- Anna Godenius – Ulla, hans älskarinna
- Lars-Erik Berenett – en tvivelaktig typ
- Jan-Olof Strandberg – poliskommissarien
- Björn Granath – bankkamrern
- Tomas Norström – tågkonduktören
- Kjell Bergqvist – Olle
- Hans V. Engström – Torsten, luffare

## Om filmen
Manus skrevs av Edwall och filmen producerades av Ingrid Dalunde för Sveriges Television. Musiken komponerades av Bengt Hallberg och filmen fotades av Ralph Evers. Den premiärvisades den 22 september 1986.